# チンノーRFC
チンノーRFC（英: Chinnor R.F.C.）は、イングランドのテムズに本拠地を置くラグビーユニオンクラブである。スタジアムはキングズリーロード。RFUチャンピオンシップ（2部）に所属。

## 歴史
1962年創設。
2024年、RFUチャンピオンシップに初昇格。

## 在籍した選手
- シュテファン・ヤンク(ルーマニア代表)